# Ligue 1 de 2005–06
A Ligue 1 de 2005–06 foi a 68ª edição do Campeonato Francês de Futebol. A edição da temporada 2005–06 começou no dia 29 de julho de 2005. Assim como nas últimas edições, a Ligue 1 de 2005–06 contará com 20 times. Como destaque, temos o Lille, que venceu o campeão Lyon nos dois turnos por goleada (3–1 fora e 4–0 em casa), além de ter se classificado para a Liga dos Campeões da UEFA; o retorno do Bordeaux à Liga dos Campeões da UEFA; a ausência do Bastia e a queda do Metz à Ligue 2.
O grande destaque foi o Lyon, que se consagrou campeão com quatro rodadas de antecedência, com 1–0 fora de casa em cima do Paris Saint-Germain, além de conseguir alcançar um pentacampeonato, igualando o recorde do Olympique de Marseille.

## Regulamento
Os 20 participantes jogam em grupo único, todos contra todos, em turno e returno. O time que marca mais pontos ao final das 38 rodadas é declarado o Campeão Francês de 2005-06. Se uma ou mais equipes terminam com o mesmo número de pontos, os critérios de desempate definem as posições. O campeão e o vice são classificados para a fase de grupos da UEFA Liga dos Campeões 2006-07; o terceiro colocadado para a terceira fase de classificação da UEFA Liga dos Campeões 2006-07; o quarto para a Copa da UEFA 2006-07; o quinto e o sexto e o sétimo para a Copa Intertoto da UEFA já os 3 últimos caem para a Ligue 2 2006-07 e os 3 primeiros da Ligue 2 sobem diretamente para a Ligue 1 2006-07.

## Classificação
| Tabela de classificação | Tabela de classificação | Tabela de classificação | Tabela de classificação | Tabela de classificação | Tabela de classificação | Tabela de classificação | Tabela de classificação | Tabela de classificação | Tabela de classificação |
| Time | Time                    | Pts                     | J                       | V                       | E                       | D                       | GP                      | GC                      | SG                      |
| 1 | Lyon*                   | 62                      | 26                      | 20                      | 2                       | 4                       | 67                      | 50                      | 17                      |
| 2 | Lille                   | 59                      | 26                      | 18                      | 5                       | 3                       | 69                      | 38                      | 31                      |
| 3 | Lens                    | 57                      | 26                      | 17                      | 6                       | 3                       | 61                      | 30                      | 31                      |
| 4 | Auxerre                 | 51                      | 26                      | 15                      | 6                       | 5                       | 63                      | 33                      | 30                      |
| 5 | Troyes                  | 48                      | 26                      | 14                      | 6                       | 6                       | 58                      | 39                      | 29                      |
| 6 | Olympique de Marselha   | 40                      | 26                      | 12                      | 4                       | 10                      | 56                      | 51                      | 5                       |
| 7 | Rennes                  | 38                      | 26                      | 10                      | 8                       | 8                       | 51                      | 47                      | 4                       |
| 8 | Saint-Étienne           | 33                      | 26                      | 9                       | 6                       | 11                      | 49                      | 49                      | 0                       |
| 9 | Nice                    | 24                      | 26                      | 6                       | 6                       | 14                      | 44                      | 56                      | -12                     |
| 10 | Monaco                  | 21                      | 26                      | 5                       | 6                       | 15                      | 41                      | 57                      | -16                     |
| 11 | Paris Saint-Germain     | 19                      | 26                      | 5                       | 4                       | 17                      | 38                      | 59                      | -21                     |
| 12 | Metz                    | 17                      | 26                      | 2                       | 11                      | 13                      | 42                      | 52                      | -10                     |
| 13 | Ajaccio                 | 15                      | 26                      | 1                       | 12                      | 13                      | 34                      | 49                      | -15                     |
| 14 | Strasbourg              | 10                      | 26                      | 1                       | 7                       | 18                      | 29                      | 51                      | -22                     |
| --- | ----------------------- | ----------------------- | ----------------------- | ----------------------- | ----------------------- | ----------------------- | ----------------------- | ----------------------- | ----------------------- |
| Pts – pontos; J – jogos disputados; V - vitórias; E - empates; D - derrotas; GP – gols pró; GC – gols contra; SG – saldo de gols |                         |                         |                         |                         |                         |                         |                         |                         |                         |

Times classificados à
|  |                                                                 |
|  | Fase de Grupos da Liga dos Campeões 06-07                       |
|  | 3ª Fase de Classificação da Liga dos Campeões 06-07             |
|  | Copa da UEFA de 2006-07                                         |
|  | Rebaixados para a Ligue 2 em 2006-07                            |
|  | (*): Campeão Francês de 2005-06 Itálico: Copa Intertoto da UEFA |

## Ligue 2

### Fórmula de Disputa
Os 20 participantes jogam em grupo único, todos contra todos, em turno e returno. O time que marca mais pontos ao final das 38 rodadas é declarado o Campeão Francês da Ligue 2 de 2005-06. Se uma ou mais equipes terminam com o mesmo número de pontos, os critérios de desempate definem as posições. Os três primeiros colocados se classificam para a Ligue 1 2006-07 e os 3 últimos são rebaixados para a National 2006-07, torneio equivalente a uma terceira divisão.

### Classificação
| Tabela de classificação | Tabela de classificação | Tabela de classificação | Tabela de classificação | Tabela de classificação | Tabela de classificação | Tabela de classificação | Tabela de classificação | Tabela de classificação | Tabela de classificação |
| Time | Time                    | Pts                     | J                       | V                       | E                       | D                       | GP                      | GC                      | SG                      |
| --- | ----------------------- | ----------------------- | ----------------------- | ----------------------- | ----------------------- | ----------------------- | ----------------------- | ----------------------- | ----------------------- |
| 1 | Valenciennes*           | 74                      | 38                      | 21                      | 11                      | 6                       | 51                      | 28                      | 23                      |
| 2 | Sedan                   | 71                      | 38                      | 19                      | 14                      | 5                       | 50                      | 32                      | 18                      |
| 3 | Lorient                 | 66                      | 38                      | 18                      | 12                      | 8                       | 49                      | 26                      | 23                      |
| 4 | Caen                    | 66                      | 38                      | 18                      | 12                      | 8                       | 56                      | 35                      | 21                      |
| 5 | Dijon                   | 60                      | 38                      | 16                      | 12                      | 10                      | 47                      | 32                      | 15                      |
| 6 | Bastia                  | 58                      | 38                      | 16                      | 10                      | 12                      | 47                      | 40                      | 7                       |
| 7 | Le Havre                | 55                      | 38                      | 13                      | 16                      | 9                       | 48                      | 41                      | 7                       |
| 8 | Creteil                 | 54                      | 38                      | 13                      | 15                      | 10                      | 46                      | 33                      | 13                      |
| 9 | Guingamp                | 50                      | 38                      | 12                      | 14                      | 12                      | 36                      | 32                      | 4                       |
| 10 | Grenoble                | 48                      | 38                      | 12                      | 12                      | 14                      | 42                      | 45                      | -3                      |
| 11 | Gueugnon                | 48                      | 38                      | 11                      | 15                      | 12                      | 29                      | 37                      | -8                      |
| 12 | Montpellier             | 47                      | 38                      | 12                      | 11                      | 15                      | 34                      | 43                      | -9                      |
| 13 | Istres                  | 47                      | 38                      | 12                      | 11                      | 15                      | 33                      | 45                      | -12                     |
| 14 | Reims                   | 45                      | 38                      | 10                      | 15                      | 13                      | 32                      | 31                      | 1                       |
| 15 | Chateauroux             | 44                      | 38                      | 10                      | 14                      | 14                      | 48                      | 48                      | 0                       |
| 16 | Amiens                  | 43                      | 38                      | 9                       | 16                      | 13                      | 32                      | 44                      | -12                     |
| 17 | Brest                   | 42                      | 38                      | 9                       | 15                      | 14                      | 34                      | 38                      | -4                      |
| 18 | Clermont Foot           | 38                      | 38                      | 10                      | 8                       | 20                      | 35                      | 59                      | -24                     |
| 19 | Laval                   | 35                      | 38                      | 9                       | 8                       | 21                      | 38                      | 59                      | -21                     |
| 20 | Sete                    | 23                      | 38                      | 4                       | 11                      | 23                      | 31                      | 60                      | -29                     |
| Pts – pontos; J – jogos disputados; V - vitórias; E - empates; D - derrotas; GP – gols pró; GC – gols contra; SG – saldo de gols |                         |                         |                         |                         |                         |                         |                         |                         |                         |

Legenda
|  |                                         |
|  | Classificados para a Ligue 1 2006-07    |
|  | Rebaixados para a National 2006-07      |
|  | (*): Campeão Francês da Ligue 2 2005-06 |

## National

### Fórmula de Disputa
Os 20 participantes jogam em grupo único, todos contra todos, em turno e returno. O time que marca mais pontos ao final das 38 rodadas é declarado o Campeão Francês da Ligue 2 de 2005-06. Se uma ou mais equipes terminam com o mesmo número de pontos, os critérios de desempate definem as posições. Os três primeiros colocados se classificam para a Ligue 2 2006-07 e os 4 últimos são rebaixados para a CFA 2006-07.

### Classificação
| Tabela de classificação | Tabela de classificação | Tabela de classificação | Tabela de classificação | Tabela de classificação | Tabela de classificação | Tabela de classificação | Tabela de classificação | Tabela de classificação | Tabela de classificação |
| Time | Time                    | Pts                     | J                       | V                       | E                       | D                       | GP                      | GC                      | SG                      |
| --- | ----------------------- | ----------------------- | ----------------------- | ----------------------- | ----------------------- | ----------------------- | ----------------------- | ----------------------- | ----------------------- |
| 1 | Niort*                  | 70                      | 38                      | 20                      | 10                      | 8                       | 57                      | 36                      | 21                      |
| 2 | Tours                   | 65                      | 38                      | 18                      | 11                      | 9                       | 49                      | 35                      | 14                      |
| 3 | Libourne                | 64                      | 38                      | 17                      | 13                      | 8                       | 46                      | 29                      | 17                      |
| 4 | Cannes                  | 62                      | 38                      | 17                      | 11                      | 10                      | 48                      | 41                      | 7                       |
| 5 | Nimes                   | 58                      | 38                      | 16                      | 10                      | 12                      | 50                      | 39                      | 11                      |
| 6 | Boulogne                | 58                      | 38                      | 16                      | 10                      | 12                      | 48                      | 41                      | 7                       |
| 7 | Toulon                  | 57                      | 38                      | 15                      | 12                      | 11                      | 35                      | 32                      | 3                       |
| 8 | Raon l'Etape            | 50                      | 38                      | 11                      | 17                      | 10                      | 42                      | 37                      | 5                       |
| 9 | Sannois                 | 50                      | 38                      | 11                      | 17                      | 10                      | 39                      | 34                      | 5                       |
| 10 | Romorantin              | 50                      | 38                      | 13                      | 11                      | 14                      | 39                      | 46                      | -7                      |
| 11 | Angers                  | 49                      | 38                      | 12                      | 13                      | 13                      | 42                      | 35                      | 7                       |
| 12 | Vannes                  | 49                      | 38                      | 11                      | 16                      | 11                      | 44                      | 45                      | -1                      |
| 13 | Louhans                 | 48                      | 38                      | 14                      | 6                       | 18                      | 42                      | 51                      | -9                      |
| 14 | Cherbourg               | 46                      | 38                      | 9                       | 19                      | 10                      | 34                      | 39                      | -5                      |
| 15 | Pau                     | 45                      | 38                      | 10                      | 15                      | 13                      | 34                      | 38                      | -4                      |
| 16 | Chatellerault           | 42                      | 38                      | 10                      | 12                      | 16                      | 37                      | 47                      | -10                     |
| 17 | Bayonne                 | 41                      | 38                      | 10                      | 11                      | 17                      | 34                      | 41                      | -7                      |
| 18 | Croix Savoie            | 41                      | 38                      | 8                       | 17                      | 13                      | 28                      | 40                      | -12                     |
| 19 | Moulins                 | 41                      | 38                      | 11                      | 8                       | 19                      | 44                      | 61                      | -17                     |
| 20 | Ajaccio GFCO            | 29                      | 38                      | 6                       | 11                      | 21                      | 27                      | 52                      | -25                     |
| Pts – pontos; J – jogos disputados; V - vitórias; E - empates; D - derrotas; GP – gols pró; GC – gols contra; SG – saldo de gols |                         |                         |                         |                         |                         |                         |                         |                         |                         |

Legenda
|  |                                          |
|  | Classificados para a Ligue 2 2006-07     |
|  | Rebaixados para 0 CFA 2006-07            |
|  | (*): Campeão Francês da National 2005-06 |

## CFA

### Fórmula de Disputa
O CFA (Campeonato Francês amador) é dividida em 4 grupos isolados um dos outros por critério regional, de 18 participantes cada, onde, em cada grupo, jogam todos contra todos, em turno e returno. Os times que marcam mais pontos em cada grupo, ao final das 34 rodadas são declarados campeões do seu grupo. Se uma ou mais equipes terminam com o mesmo número de pontos, os critérios de desempate definem as posições. O primeiro colocado de cada grupo se classifica para o National 2006-07 e os 3 últimos de cada grupo caem para uma das chaves do CFA-2 e o resto dos times permanecem no mesmo grupo no campeonato seguinte.

### Pontuação
A CFA 2005-06 teve um sistema de pontuação diferente das outras divisões:
- Vitória: 4 pontos
- Empate: 2 pontos
- Derrota: 1 ponto

### Classificação

#### Grupo A
| Tabela de classificação | Tabela de classificação | Tabela de classificação | Tabela de classificação | Tabela de classificação | Tabela de classificação | Tabela de classificação | Tabela de classificação | Tabela de classificação | Tabela de classificação |
| Time | Time                    | Pts                     | J                       | V                       | E                       | D                       | GP                      | GC                      | SG                      |
| --- | ----------------------- | ----------------------- | ----------------------- | ----------------------- | ----------------------- | ----------------------- | ----------------------- | ----------------------- | ----------------------- |
| 1 | Beauvais*               | 102                     | 34                      | 20                      | 8                       | 6                       | 67                      | 33                      | 34                      |
| 2 | Dunkerque               | 97                      | 34                      | 17                      | 12                      | 5                       | 55                      | 37                      | 18                      |
| 3 | Auxerre-2               | 92                      | 34                      | 15                      | 13                      | 6                       | 51                      | 32                      | 19                      |
| 4 | Roye                    | 85                      | 34                      | 15                      | 13                      | 6                       | 47                      | 37                      | 10                      |
| 5 | Calais                  | 84                      | 34                      | 12                      | 14                      | 8                       | 41                      | 30                      | 11                      |
| 6 | Compiègne               | 84                      | 34                      | 13                      | 11                      | 10                      | 43                      | 34                      | 9                       |
| 7 | Lens-2                  | 83                      | 34                      | 14                      | 7                       | 13                      | 50                      | 44                      | 6                       |
| 8 | Lesquin                 | 80                      | 34                      | 11                      | 13                      | 10                      | 35                      | 41                      | -6                      |
| 9 | Lille-2                 | 79                      | 34                      | 10                      | 15                      | 9                       | 45                      | 39                      | 6                       |
| 10 | Metz-2                  | 77                      | 34                      | 10                      | 13                      | 11                      | 37                      | 44                      | -7                      |
| 11 | Mulhouse                | 77                      | 34                      | 11                      | 10                      | 13                      | 40                      | 48                      | -8                      |
| 12 | Strasbourg-2            | 76                      | 34                      | 10                      | 12                      | 12                      | 35                      | 43                      | -8                      |
| 13 | Nancy-2                 | 73                      | 34                      | 9                       | 12                      | 13                      | 38                      | 40                      | -2                      |
| 14 | Feignies                | 71                      | 34                      | 8                       | 13                      | 13                      | 37                      | 48                      | -11                     |
| 15 | Vauban Strasbourg       | 71                      | 34                      | 9                       | 10                      | 15                      | 47                      | 59                      | -12                     |
| 16 | Schiltigheim            | 71                      | 34                      | 10                      | 7                       | 17                      | 35                      | 48                      | -13                     |
| 17 | Epinal                  | 71                      | 34                      | 8                       | 13                      | 13                      | 32                      | 54                      | -22                     |
| 18 | Wasquehal               | 55                      | 34                      | 4                       | 9                       | 21                      | 32                      | 66                      | -34                     |
| Pts – pontos; J – jogos disputados; V - vitórias; E - empates; D - derrotas; GP – gols pró; GC – gols contra; SG – saldo de gols |                         |                         |                         |                         |                         |                         |                         |                         |                         |

Legenda
|  |                                                |
|  | Classificado para a National 2006-07           |
|  | Rebaixados para o CFA-2                        |
|  | (*): Campeão Francês do Grupo A da CFA 2005-06 |

#### Grupo B
| Tabela de classificação | Tabela de classificação | Tabela de classificação | Tabela de classificação | Tabela de classificação | Tabela de classificação | Tabela de classificação | Tabela de classificação | Tabela de classificação | Tabela de classificação |
| Time | Time                    | Pts                     | J                       | V                       | E                       | D                       | GP                      | GC                      | SG                      |
| --- | ----------------------- | ----------------------- | ----------------------- | ----------------------- | ----------------------- | ----------------------- | ----------------------- | ----------------------- | ----------------------- |
| 1 | Martigues*              | 101                     | 34                      | 18                      | 13                      | 3                       | 41                      | 19                      | 22                      |
| 2 | Lyon-2                  | 93                      | 34                      | 17                      | 8                       | 9                       | 65                      | 40                      | 25                      |
| 3 | Le Pontet               | 92                      | 34                      | 15                      | 13                      | 6                       | 30                      | 23                      | 7                       |
| 4 | Cassis Carnoux          | 88                      | 34                      | 15                      | 9                       | 10                      | 46                      | 33                      | 13                      |
| 5 | Nice-2                  | 87                      | 34                      | 16                      | 5                       | 13                      | 48                      | 45                      | 3                       |
| 6 | St. Priest              | 84                      | 34                      | 11                      | 17                      | 6                       | 45                      | 42                      | 3                       |
| 7 | Sochaux-2               | 82                      | 34                      | 13                      | 9                       | 12                      | 43                      | 35                      | 8                       |
| 8 | Jura Sud Foot           | 82                      | 34                      | 12                      | 12                      | 10                      | 35                      | 38                      | -3                      |
| 9 | Gap FC                  | 80                      | 34                      | 11                      | 13                      | 10                      | 40                      | 38                      | 2                       |
| 10 | Monaco-2                | 79                      | 34                      | 12                      | 9                       | 13                      | 49                      | 44                      | 5                       |
| 11 | Montpellier-2           | 79                      | 34                      | 11                      | 12                      | 11                      | 45                      | 42                      | 3                       |
| 12 | Frejus                  | 79                      | 34                      | 10                      | 15                      | 9                       | 39                      | 36                      | 3                       |
| 13 | Besançon                | 75                      | 34                      | 9                       | 14                      | 11                      | 39                      | 43                      | -4                      |
| 14 | Agde                    | 73                      | 34                      | 10                      | 9                       | 15                      | 30                      | 44                      | -14                     |
| 15 | US Endoume Marseille    | 71                      | 34                      | 9                       | 10                      | 15                      | 43                      | 63                      | -20                     |
| 16 | Racing CF92             | 68                      | 34                      | 9                       | 7                       | 18                      | 45                      | 51                      | -6                      |
| 17 | Bourg Peronnas          | 63                      | 34                      | 7                       | 8                       | 19                      | 39                      | 58                      | -19                     |
| 18 | Lyon Duchere            | 60                      | 34                      | 7                       | 5                       | 22                      | 21                      | 49                      | -28                     |
| Pts – pontos; J – jogos disputados; V - vitórias; E - empates; D - derrotas; GP – gols pró; GC – gols contra; SG – saldo de gols |                         |                         |                         |                         |                         |                         |                         |                         |                         |

Legenda
|  |                                                |
|  | Classificado para a National 2006-07           |
|  | Rebaixados para o CFA-2                        |
|  | (*): Campeão Francês do Grupo B da CFA 2005-06 |

#### Grupo C
| Tabela de classificação | Tabela de classificação | Tabela de classificação | Tabela de classificação | Tabela de classificação | Tabela de classificação | Tabela de classificação | Tabela de classificação | Tabela de classificação | Tabela de classificação |
| Time | Time                    | Pts                     | J                       | V                       | E                       | D                       | GP                      | GC                      | SG                      |
| --- | ----------------------- | ----------------------- | ----------------------- | ----------------------- | ----------------------- | ----------------------- | ----------------------- | ----------------------- | ----------------------- |
| 1 | Yzeure*                 | 95                      | 34                      | 17                      | 10                      | 7                       | 56                      | 35                      | 21                      |
| 2 | Rodez Yverdon           | 93                      | 34                      | 17                      | 8                       | 9                       | 58                      | 46                      | 12                      |
| 3 | St. Etienne-2           | 91                      | 34                      | 16                      | 9                       | 9                       | 54                      | 36                      | 18                      |
| 4 | Toulouse-2              | 91                      | 34                      | 15                      | 12                      | 7                       | 48                      | 30                      | 18                      |
| 5 | Le Mans-2               | 89                      | 34                      | 15                      | 10                      | 9                       | 54                      | 41                      | 13                      |
| 6 | Brive                   | 81                      | 34                      | 11                      | 14                      | 9                       | 40                      | 30                      | 10                      |
| 7 | Montluçon               | 81                      | 34                      | 13                      | 8                       | 13                      | 37                      | 43                      | -6                      |
| 8 | Orleans                 | 80                      | 34                      | 12                      | 10                      | 12                      | 34                      | 34                      | 0                       |
| 9 | Aurillac                | 80                      | 34                      | 12                      | 10                      | 12                      | 37                      | 40                      | -3                      |
| 10 | Albi                    | 79                      | 34                      | 11                      | 12                      | 11                      | 49                      | 41                      | 8                       |
| 11 | Nantes-2                | 77                      | 34                      | 12                      | 7                       | 15                      | 46                      | 48                      | -2                      |
| 12 | Luzenac                 | 77                      | 34                      | 11                      | 10                      | 13                      | 33                      | 42                      | -9                      |
| 13 | Bordeaux-2              | 74                      | 34                      | 9                       | 13                      | 12                      | 31                      | 40                      | -9                      |
| 14 | Balma                   | 74                      | 34                      | 11                      | 7                       | 16                      | 34                      | 64                      | -30                     |
| 15 | Anglet Genets           | 73                      | 34                      | 9                       | 12                      | 13                      | 40                      | 38                      | 2                       |
| 16 | Andrezieux              | 73                      | 34                      | 9                       | 12                      | 13                      | 30                      | 35                      | -5                      |
| 17 | Poitiers                | 69                      | 34                      | 9                       | 8                       | 17                      | 29                      | 45                      | -16                     |
| 18 | Blois                   | 62                      | 34                      | 6                       | 10                      | 18                      | 38                      | 60                      | -22                     |
| Pts – pontos; J – jogos disputados; V - vitórias; E - empates; D - derrotas; GP – gols pró; GC – gols contra; SG – saldo de gols |                         |                         |                         |                         |                         |                         |                         |                         |                         |

Legenda
|  |                                                |
|  | Classificado para a National 2006-07           |
|  | Não participarão doRebaixados para o CFA-2     |
|  | (*): Campeão Francês do Grupo C da CFA 2005-06 |

#### Grupo D
| Tabela de classificação | Tabela de classificação | Tabela de classificação | Tabela de classificação | Tabela de classificação | Tabela de classificação | Tabela de classificação | Tabela de classificação | Tabela de classificação | Tabela de classificação |
| Time | Time                    | Pts                     | J                       | V                       | E                       | D                       | GP                      | GC                      | SG                      |
| --- | ----------------------- | ----------------------- | ----------------------- | ----------------------- | ----------------------- | ----------------------- | ----------------------- | ----------------------- | ----------------------- |
| 1 | Paris FC*               | 99                      | 34                      | 19                      | 8                       | 7                       | 43                      | 23                      | 20                      |
| 2 | Rennes-2                | 94                      | 34                      | 17                      | 9                       | 8                       | 53                      | 34                      | 9                       |
| 3 | Rouen                   | 89                      | 34                      | 13                      | 16                      | 5                       | 47                      | 33                      | 14                      |
| 4 | Guingamp-2              | 88                      | 34                      | 13                      | 15                      | 6                       | 46                      | 30                      | 16                      |
| 5 | Vitre                   | 87                      | 34                      | 13                      | 14                      | 7                       | 43                      | 28                      | 15                      |
| 6 | Villemomble             | 83                      | 34                      | 12                      | 13                      | 9                       | 49                      | 38                      | 11                      |
| 7 | Bois-Guillaume          | 82                      | 34                      | 11                      | 15                      | 8                       | 35                      | 28                      | 7                       |
| 8 | Paris Saint-Germain-2   | 82                      | 34                      | 13                      | 9                       | 12                      | 47                      | 45                      | 2                       |
| 9 | Poissy                  | 80                      | 34                      | 9                       | 19                      | 6                       | 44                      | 30                      | 14                      |
| 10 | Sénart-Moissy           | 77                      | 34                      | 10                      | 13                      | 11                      | 36                      | 36                      | 0                       |
| 11 | Pontivy                 | 75                      | 34                      | 11                      | 8                       | 15                      | 39                      | 51                      | -12                     |
| 12 | Dieppe                  | 75                      | 34                      | 10                      | 11                      | 13                      | 28                      | 41                      | -13                     |
| 13 | Pacy sur Eure           | 75                      | 34                      | 9                       | 14                      | 11                      | 31                      | 45                      | -14                     |
| 14 | Quevilly                | 73                      | 34                      | 9                       | 12                      | 13                      | 35                      | 43                      | -8                      |
| 15 | Saintè Geneviève        | 71                      | 34                      | 8                       | 13                      | 13                      | 37                      | 44                      | -7                      |
| 16 | Olympique Noisy-le-Sec  | 68                      | 34                      | 6                       | 16                      | 12                      | 22                      | 29                      | -7                      |
| 17 | Mantes                  | 62                      | 34                      | 6                       | 10                      | 18                      | 24                      | 46                      | -22                     |
| 18 | Mondeville              | 57                      | 34                      | 4                       | 19                      | 11                      | 25                      | 60                      | -35                     |
| Pts – pontos; J – jogos disputados; V - vitórias; E - empates; D - derrotas; GP – gols pró; GC – gols contra; SG – saldo de gols |                         |                         |                         |                         |                         |                         |                         |                         |                         |

Legenda
|  |                                                |
|  | Classificado para a National 2006-07           |
|  | Rebaixados para o CFA-2                        |
|  | (*): Campeão Francês do Grupo D da CFA 2005-06 |

## Ver Também
- Campeonato Francês

## Ligações Externas
- Competições Francesas